# Euthyneura argyria
Euthyneura argyria är en tvåvingeart som beskrevs av Axel Leonard Melander 1927. Euthyneura argyria ingår i släktet Euthyneura och familjen puckeldansflugor. Inga underarter finns listade i Catalogue of Life.